# Ipernity
ipernity為一提供免費及付費數位相片儲存、及網路社群平台的網站。該網站是專為作家、藝術家和普通用戶，發表照片、博客文章，或提供視頻和音頻文件共享。
ipernity經常被拿來與另一網路相簿平台Flickr做比較。

## 歷史
ipernity的構想是於2005年，由法國程式設計師Christophe Ruelle與Christian Conti所建立，該構想的設立是為了讓人永久保存他們的數位資訊於同一處。ipernity在法國索菲亞科技園的開發耗時兩年的編程和測試。2006年5月，該網站的預覽版本上線，並於2007年4月更新測試版本。
在2013年，許多對Flickr用戶因對重新設計界面感到不滿，而轉投ipernity的懷抱；有鑑於此，ipernity也開發了一個腳本來從Flickr導入照片
。
2016年12月，由於找不到收購者，ipernity宣布將於2017年1月底關閉有10年歷史的網站  。目前為止，網站仍運作中。

## 外部連結
- 官方网站